# Andrew VanWyngarden
Andrew Wells VanWyngarden (Columbia, 01 de fevereiro de 1983) é um músico norte-americano e um dos membros fundadores da banda MGMT (anteriormente conhecida como The Management, formada em 2002). Andrew é o vocalista, guitarrista e compositor da banda. Já foi indicado ao Grammy.

## Biografia
Andrew nasceu em Columbia, Missouri, e cresceu em Memphis, Tennessee, onde frequentou as Lausanne Collegiate School e White Station High School. Seu pai, Bruce VanWyngarden, é editor de do jornal Memphis Flyer. Andrew se lembra com carinho de seus anos de infância em Memphis, principalmente pescaria e acampamento com seu pai. "Eu sempre gostei da natureza e oceano. Eu e meus amigos saímos com redes e fazíamos pequenos aquários com as criaturas que encontrávamos", disse ele. Ele era ativo nos programas do YMCA, e a família frequentemente canoava, acampava e pescava.